# CX1739
CX1739是一种由Cortex药业（现为RespireRx）开发的研究性新药，目前正在评估其用于治疗多种疾病，例如注意力不足過動症、自閉症、阿片引发的呼吸抑制及中樞神經性睡眠呼吸暫停。

## 合成
CX1739可由可由苯并呋咱-5-甲酸和N-甲基四氢吡喃-4-胺反应制得。